# Livia mediterranea
Livia mediterranea är en insektsart som beskrevs av Loginova 1974. Livia mediterranea ingår i släktet Livia och familjen rundbladloppor. Inga underarter finns listade i Catalogue of Life.